# Căianu Mare (okręg Bistrița-Năsăud)
Căianu Mare – wieś w Rumunii, w okręgu Bistrița-Năsăud, w gminie Căianu Mic. W 2011 roku liczyła 502 mieszkańców.